# The Tall Ships’ Races

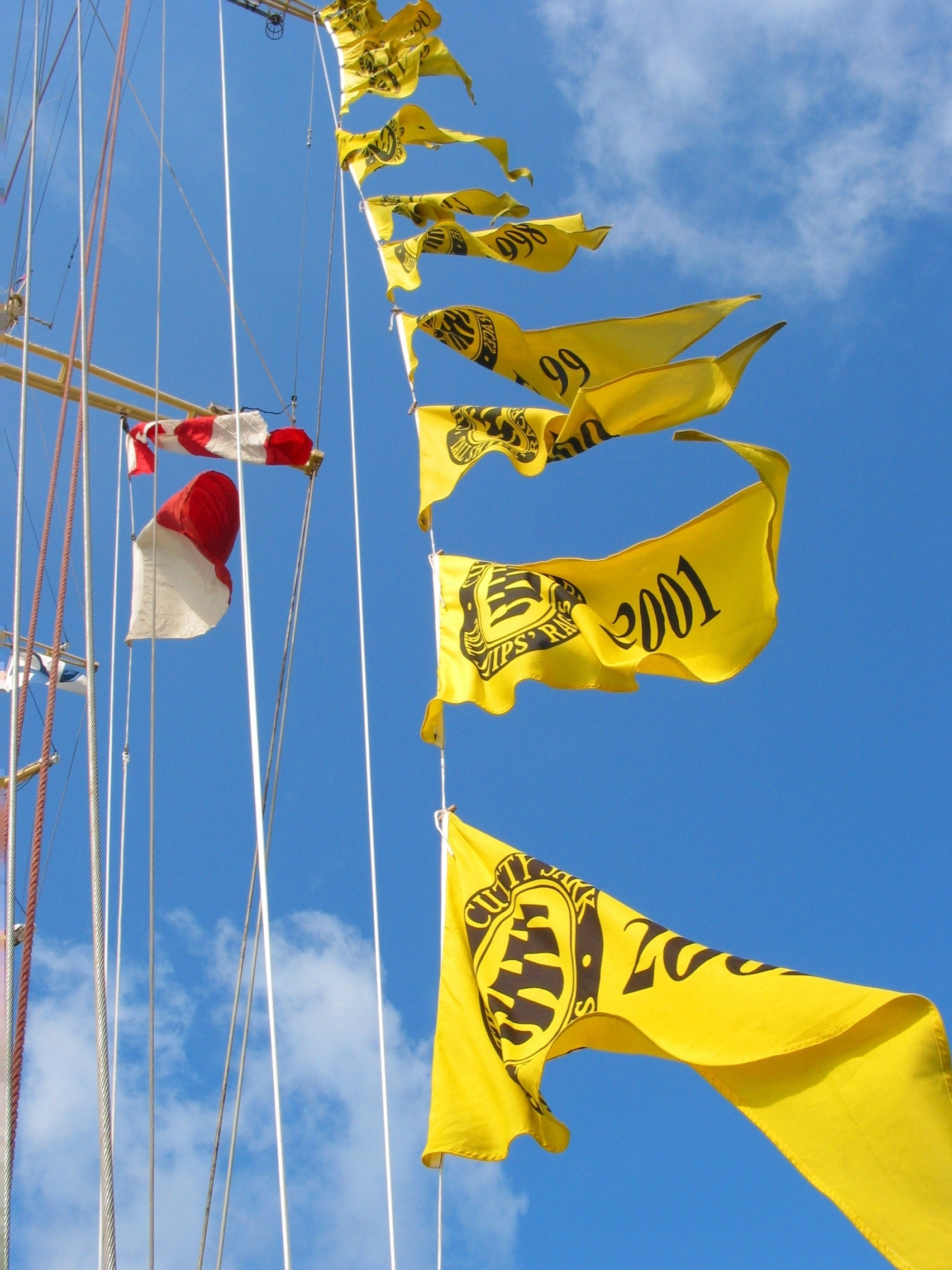
The Tall Ships’ Races (dawniej Cutty Sark Tall Ships’ Races), proporczyki z kolejnych finałów.

The Tall Ships’ Races, dawniej Cutty Sark Tall Ships’ Races – zlot żaglowców przeważnie połączony z regatami oraz imprezami okolicznościowymi, organizowany przez Sail Training Association mające propagować ideę wychowania młodzieży na pokładach wielkich żaglowców.

## Historia
Z inicjatywy szwedzkiego kapitana Arnolda Schumburga już w 1938 roku w Sztokholmie spotkało się ok. 20 żaglowców. Ten zlot uważa się za pierwszą nieoficjalną jeszcze The Tall Ships’ Races. Pomysł ten miał największy oddźwięk w krajach leżących nad Bałtykiem, powołano, zatem do życia Związek Północnoeuropejskich Statków Szkolnych, w którego skład wchodziły: Szwecja, Dania, Estonia, Finlandia, Niemcy, Norwegia, Polska.

### Początki
Inicjatywa kapitana Arnolda Schumburga przetrwała czasy II wojny światowej. W latach 50. brytyjski prawnik Bernard Morgan zaproponował zgromadzenie żaglowców w jednym miejscu i zorganizowanie dla nich regat, jesienią 1954 roku zawiązany został Międzynarodowy Komitet Regatowy, a w lipcu 1956 roku rozegrano pierwsze regaty. Impreza okazała się tak dużym sukcesem, że jednorazowo zwołany Komitet postanowiono przekształcić w stałą organizację. Sformułowano i zatwierdzono statut organizacji o nazwie Sail Training Association (STA). Właśnie tej organizacji powierzono organizację kolejnych regat.
Od spotkania w roku 1956 w Dartmouth – Torbay i mecie w Lizbonie, zloty odbywają się co rok, a dla dużych żaglowców co dwa lata. Za każdym razem gospodarzem finału jest inny port i inne państwo. Trasa wiedzie przez różne państwa i porty aż do portu finałowego.
Popularność zlotów stale rosła. Pozwoliło to na zorganizowanie w roku 1964 regat przez Atlantyk na trasie: Plymouth – Lizbona – Bermudy. Brało w nich udział 15 jednostek. Po dotarciu floty na Bermudy dołączyły do niej jeszcze inne jednostki i cała flota nie ścigając się pożeglowała do Nowego Jorku.

### Czasy Cutty Sark Tall Ships’ Races

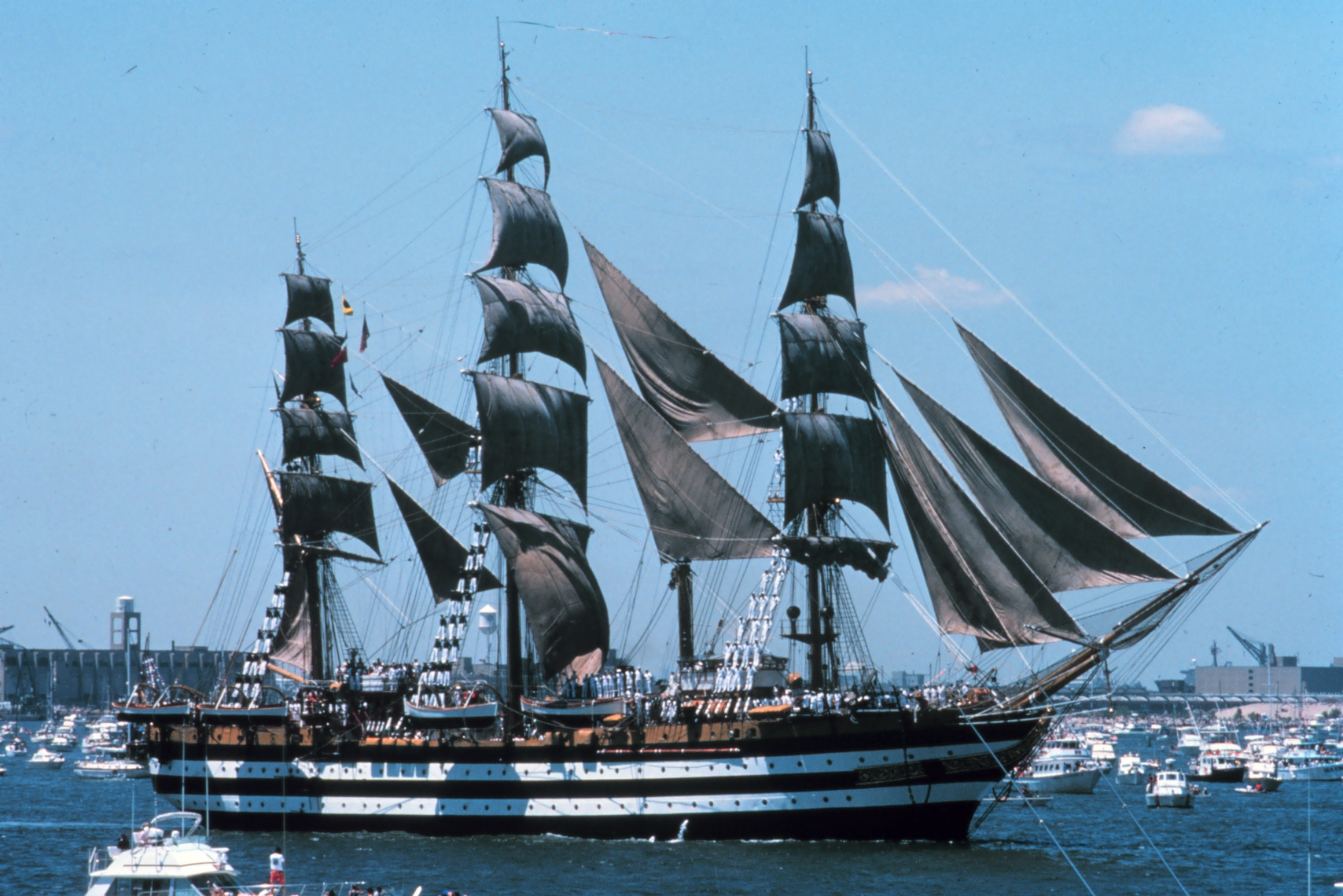
Amerigo Vespucci w nowojorskim porcie, finał 1976.

Od początków lat '70, regaty zyskiwały tak dużą popularność, że zaczęto organizować je coroczne. Tall Ships (Tall Ships’ Races) zostały przekształcone w 1972 w Cutty Sark Tall Ships’ Races (sponsor – whisky Cutty Sark, z wyjątkiem roku 1979); od 2003 powrócono do nazwy The Tall Ships’ Races. W 1973 roku zaniechano wcześniejszej zasady organizowania regat wyłącznie w lata parzyste. Główne regaty (major-regatta) miały być organizowane nadal w lata parzyste, ale przeplatane „minor-regatta” (regatami mniejszej rangi) w latach nieparzystych.
1972 to pierwszy rok, kiedy miała miejsce wymiana załóg między żaglowcami z różnych krajów. Podobnie jak to dzieje się do dzisiaj, wyścigi rozdzielono wtedy etapem towarzyskim „Cruise in Company”, podczas którego żaglowce nie ścigały się. Dla Polski rok ten był szczególny, gdyż w regatach wziął udział polski żaglowiec, wygrywając od razu regaty na trasie Solent-Skaw. Był nim Dar Pomorza – żaglowiec szkolny Wyższej Szkoły Morskiej. Spowodowało to przyznanie Polsce prawa organizowania zlotu żaglowców w 1974 roku. Dzięki temu port w Gdyni po raz pierwszy w historii gościł flotę żaglowców w dniach 18–21 lipca 1974 roku.
W roku 1976 Amerykanie obchodzili 200-lecie swojego kraju. STA postanowiła zatem wysłać flotę żaglowców do Stanów Zjednoczonych, aby uświetniła rocznicę uchwalenia Deklaracji Niepodległości. Miało to ogromne znaczenie dla przyszłości regat, gdyż po raz pierwszy w ich obsługę włączyły się amerykańskie media. Paradę żaglowców na rzece Hudson w Nowym Jorku oglądało około pięciu milionów osób.
Kolejne lata przyniosły dalszy wzrost prestiżu i popularności zlotów. Sukces z roku 1976 uczynił z nich wydarzenie międzynarodowe, a miasta portowe zabiegające o prawo goszczenia floty żaglowców musiały oczekiwać w coraz dłuższej kolejce.

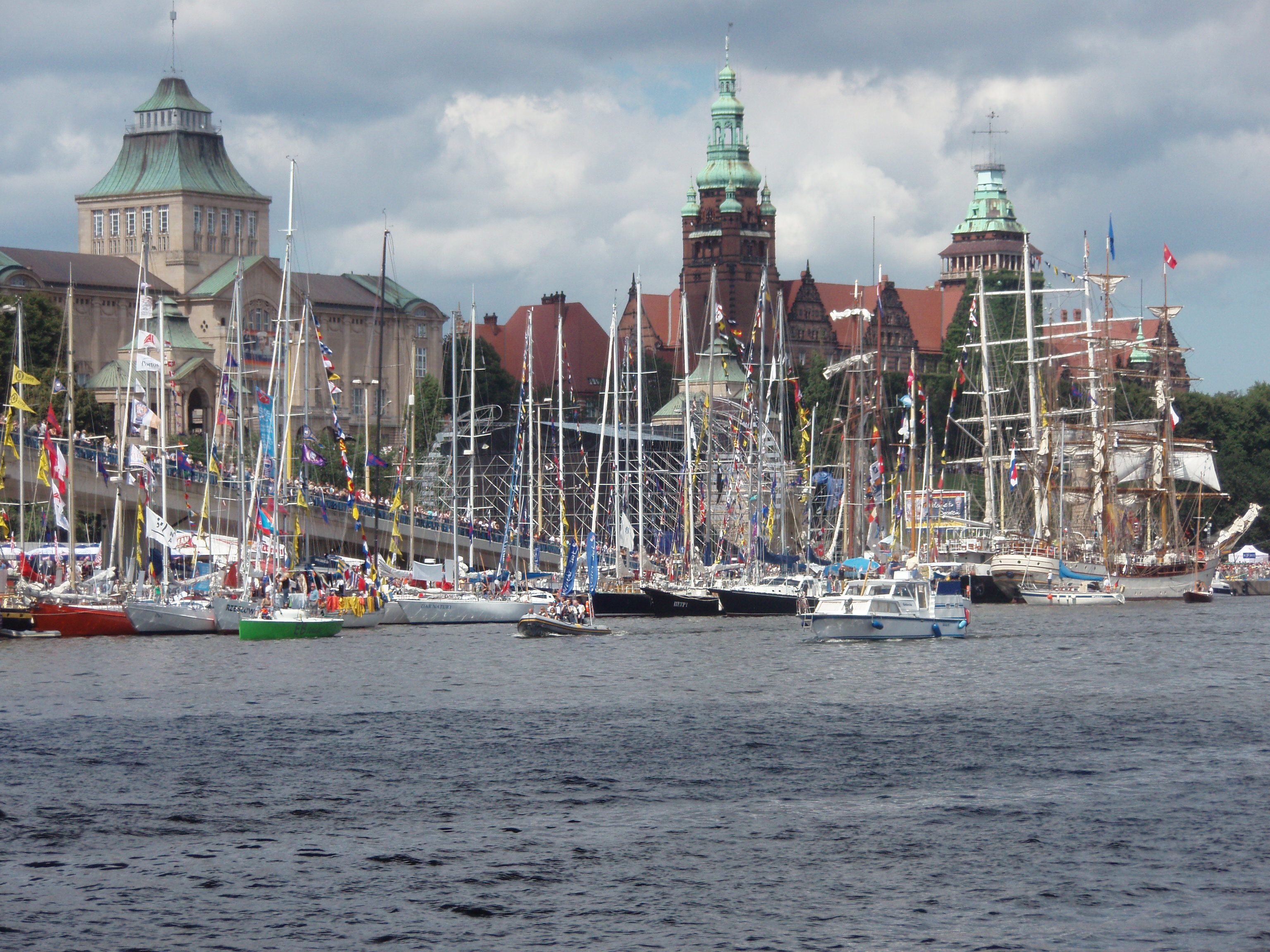
The Tall Ships’ Races, Szczecin, 2007

Kolejne regaty transatlantyckie zorganizowane zostały w roku 1984. Okazją była tym razem 450 rocznica podróży Jacques’a Cartiera, jednego z pierwszych nawigatorów, który dotarł do Kanady. Regaty transatlantyckie, choć świetnie zorganizowane, zapisały tragiczną kartę w dziejach STA. Po wyjściu z Bermudów zatonął angielski żaglowiec Marques. Katastrofę przeżyło 9 marynarzy z 29 osobowej załogi. 8 osób zostało uratowanych przez załogę Zawiszy Czarnego.

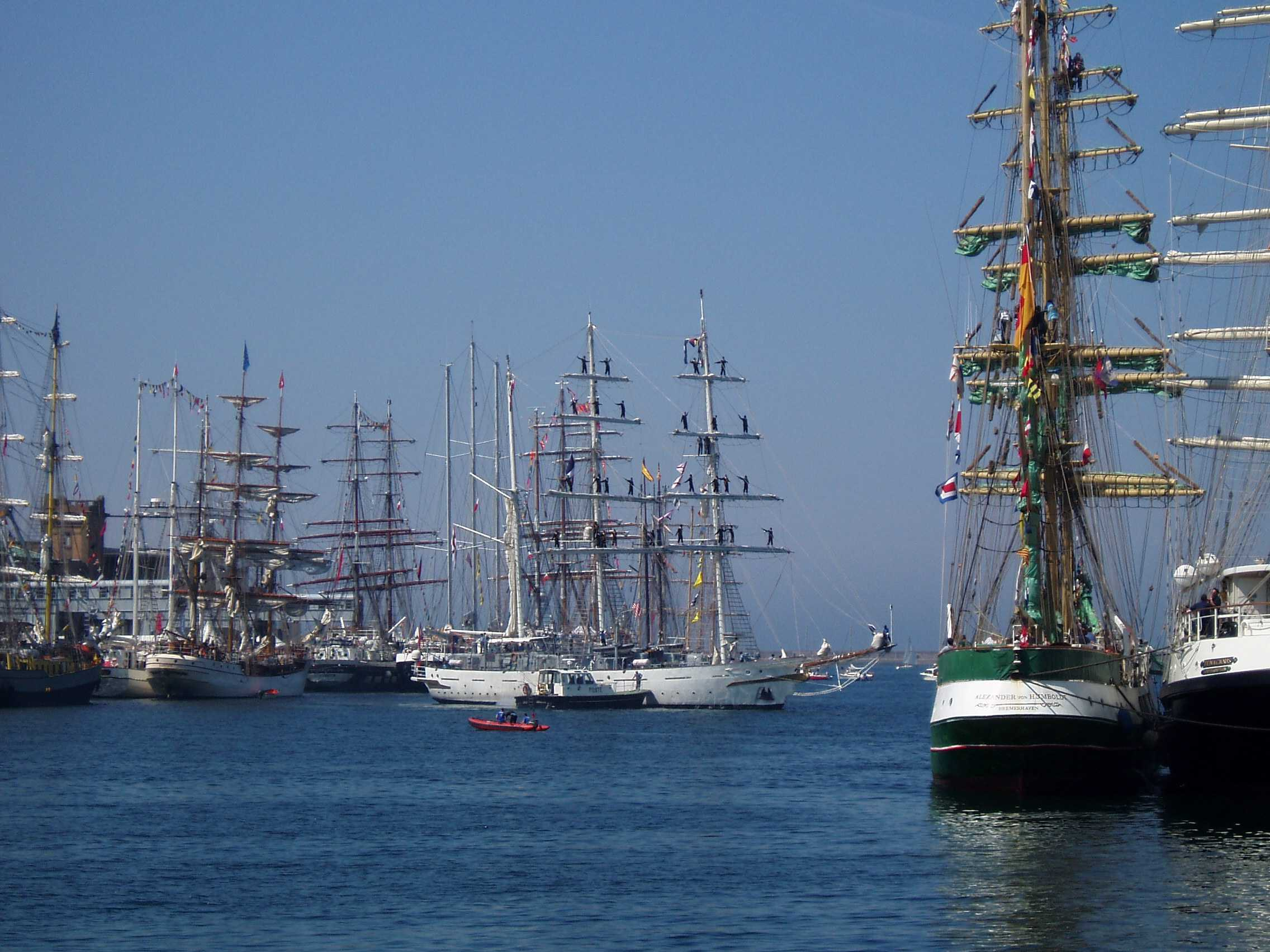
The Tall Ships’ Races, Cherbourg, 2005

Rok 1985 z założenia był rokiem mniejszych regat, jednak do udziału w nich zgłosiła się rekordowa liczba 111 jednostek. Siłą rzeczy zaniechano więc podziału i począwszy od roku 1989 najważniejsze trofea regatowe przyznawane są corocznie.
W 1988 roku Australia obchodziła 200-lecie osadnictwa i zwrócono się więc do STA o pomoc w zaplanowaniu i przygotowaniu regat. Wiele jednostek europejskich pożeglowało więc dookoła świata, aby uświetnić australijskie święto, między innymi żaglowiec szkolny Wyższej Szkoły Morskiej Dar Młodzieży. Ci, którzy nie mogli płynąć na antypody, spotkali się na Morzu Bałtyckim Warto tutaj wspomnieć, że do tego czasu STA dysponowała już metodą określania wartości współczynników wyrównawczych jednostek startujących w regatach. Rok później nagrodę Cutty Sark Trophy zdobył okręt Marynarki Wojennej RP „Iskra”.
W roku 1992, z okazji 500 rocznicy odkrycia Ameryki przez Krzysztofa Kolumba, zorganizowano kolejne regaty transatlantyckie. Żaglowce gościły podczas tych regat w Kadyksie, Portoryko, Nowym Jorku, Bostonie i Liverpoolu. Dla jednostek, które nie chciały pokonywać oceanu, zorganizowano regaty na Bałtyku. Żaglowce odwiedziły wtedy ponownie Polskę, w Gdyni odbył się finał.
W lipcu 1997 roku dla uczczenia 1000-lecia Gdańska STA przygotowała zlot w porcie gdańskim.
Kolejne regaty transatlantyckie pod nazwą „Tall Ships 2000” odbyły się w roku 2000, zorganizowano je dla uczczenia wejścia w trzecie tysiąclecie. Dla jednostek, które nie mogły pozwolić sobie na długi rejs przez Atlantyk, zorganizowana została mniejsza impreza na Bałtyku, podczas której żaglowce odwiedziły w lipcu Gdańsk, startując z tego portu do regat.

### Ostatnie lata
W 2003 roku po raz czwarty w historii regat zlot trafił do polskiego portu. Gospodarzem startu do regat była Gdynia, żaglowce przebywały w porcie od 19 do 22 lipca. Zlot zgromadził 87 jednostek, w tym 12 żaglowców rejowych, z 2677 osobami na pokładach. Szacowana ilość widzów, którzy odwiedzili zlot wynosiła 1,2 mln.
Złoty jubileusz, czyli 50-lecie regat wielkich żaglowców przypadł na 2006 rok. Przygotowano trasę z Saint-Malo, Francja przez Morze Północne i Zatokę Biskajską, do Torbay, Lizbony w Portugalii, Kadyksu w Hiszpanii z metą w Antwerpii w Belgii.
Następny zlot żaglowców (The Tall Ships’ Races/Operation Sail 2007) był podzielony na dwie edycje: śródziemnomorską i bałtycką. W pierwszej na trasie z Alicante do Genui wygrał holenderski żaglowiec Stad Amsterdam. Jedynym polskim żaglowcem była STS Pogoria, która zajęła 7. miejsce zdobywając jednocześnie nagrodę specjalną za organizację trzeciej edycji „Fizyki pod żaglami”. W edycji bałtyckiej TSR 2007 finał odbył się w polskim porcie w dniach 4–7 sierpnia 2007 w Szczecinie.
W roku 2009 żaglowce na rozpoczęcie regat zawinęły do portu w Gdyni w dniach 2–5 lipca.
W latach 2013, 2017 i 2024 organizatorem finału regat ponownie był Szczecin.
Obecnie plany i trasy regat przygotowywane są z minimum czteroletnim wyprzedzeniem, kolejka portów gotowych do przyjęcia żaglowców i jachtów oraz zorganizowania przy tej okazji imprez towarzyszących jest bardzo liczna.

## Kalendarium
- 1938 – pierwsze regaty The Tall Ships’ Races (nieoficjalne)
- 1956 – pierwsze regaty po II wojnie światowej The Tall Ships’ Races (Tall Ships)
- 1972
  - Cutty Sark Scots Whisky (Bery Bros.& Co.) rozpoczyna sponsorowanie, regaty zmieniają oficjalną nazwę na: Cutty Sark Tall Ships’ Races, lecz stara, skrócona nazwa jest często używana
  - Dar Pomorza wygrywa regaty
- 1980 – Dar Pomorza wygrał regaty
- 1982 – Dar Młodzieży wygrał regaty
- 1992 – Polska organizatorem
- 2000, 5–8 lipca – zlot w Gdańsku u stóp Westerplatte
- 2003 – ostatni raz pod nazwą Cutty Sark Tall Ships’ Races regaty odbyły się w Gdyni, ponieważ sponsor wycofał się.
- 2007 – Polska po raz kolejny organizatorem (4–7 sierpnia, Szczecin)
- 2009 – 2–5 lipca zlot żaglowców (regaty The Tall Ships’ Races 2009 w Gdyni – The Tall Ships’ Races)
- 2012 – STS Fryderyk Chopin wygrał regaty
- 2013 – 2–6 sierpnia zlot żaglowców (finał regat The Tall Ships’ Races 2013 w Szczecinie)
- 2017 – 5–8 sierpnia zlot żaglowców (finał regat The Tall Ships’ Races 2017 w Szczecinie
- 2019, 2022, 2023 – STS Fryderyk Chopin wygrał regaty
- 2024 - Szczecin po raz trzeci organizatorem finału

## Zasady

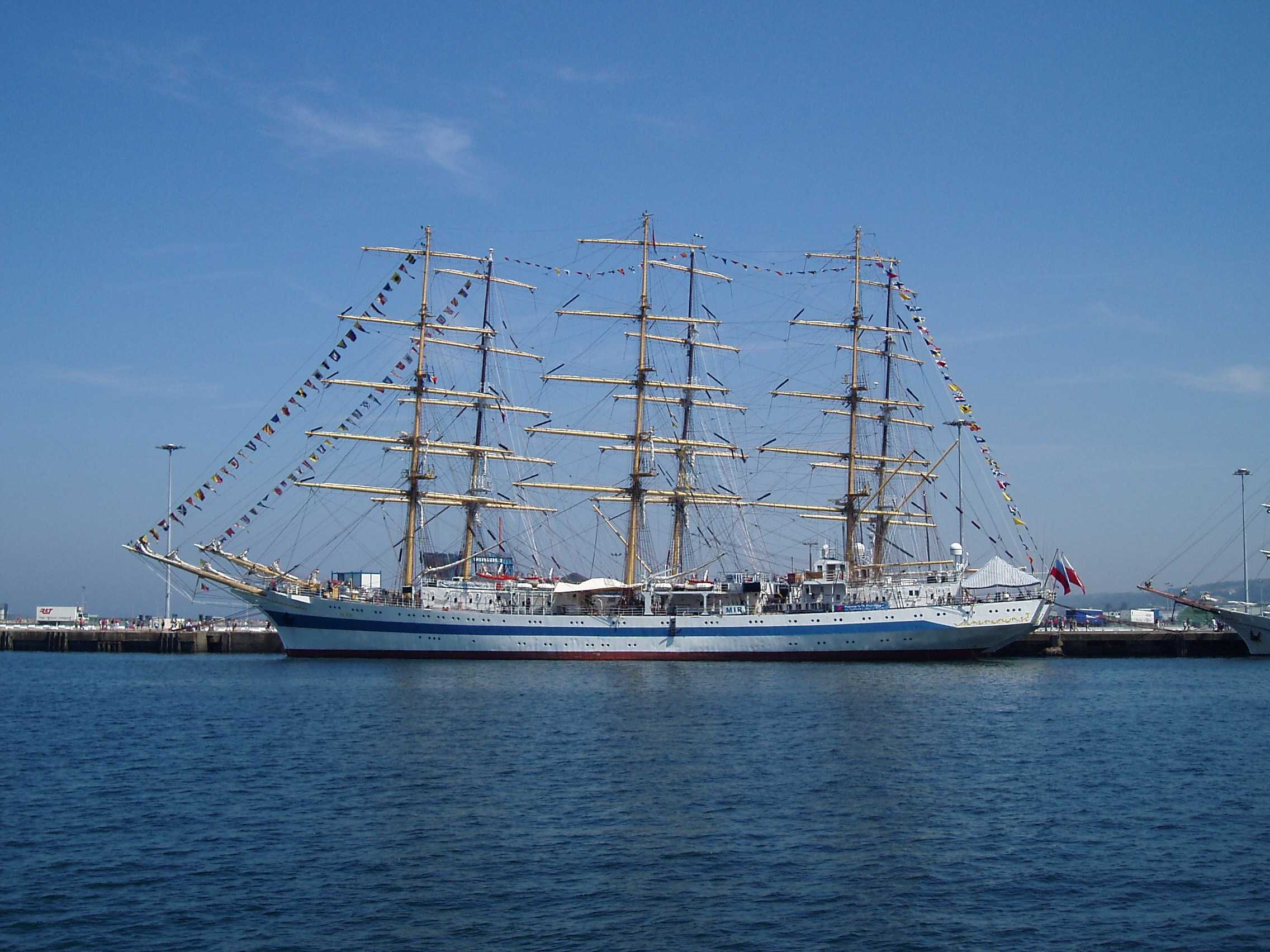
Mir (Klasa „A”) w Cherbourgu, finał 2005

Same zloty The Tall Ships’ Races składają się z dwóch etapów regatowych „Race1” i „Race2” (wyścigi dzielą się na etapy towarzyskie tzw. „Cruise in Company”, podczas którego istnieje możliwość wymiany części załóg) w których jednostki ścigają się w klasach:
- Klasa „A” – największe żaglowce – o długości powyżej 40 m
- Klasa „B” – żaglowce średniej wielkości o tradycyjnym ożaglowaniu – 9,14<CA<40m
- Klasa „C” – Jachty morskie bez spinakera – 9,14<CA<40m
- Klasa „D” – Jachty morskie ze spinakerem – 4,14<CA<40m[9]

Obowiązuje system: Race 1 → Cruise in Company → Race 2
Wyścigi dzieli jeden etap towarzyski „Cruise in Company”, podczas którego istnieje możliwość wymian między załogami, w czym chętnie biorą udział młodzi ludzie.
Załogi muszą składać się z minimum 50% osób w wieku od 16 do 25 lat.

## Finały The Tall Ships’ Races
| L.p. (Edycja) | Patronat          | Rok  | Gospodarz zlotu                                     | Trasa regat | Zwycięzca                                           | STI Friendship Trophy                               |
| ------------- | ----------------- | ---- | --------------------------------------------------- | --- | --------------------------------------------------- | --------------------------------------------------- |
| 0             | Szwecja           | 1938 | Sztokholm (nieoficjalne)                            | do Sztokholmu |                                                     |                                                     |
| 1             | •                 | 1956 | Lizbona                                             | Torbay – Lizbona | Wielka Brytania Moyana                              |                                                     |
| 2             | Hiszpania         | 1958 | Las Palmas                                          | Brest – La Coruña – Las Palmas                                                                                       |                                                     |                                                     |
| 3             | •                 | 1960 | Oslo • Neapol                                       | Oslo – Ostenda • Cannes – Neapol                                                                                     |                                                     |                                                     |
| 4             | Holandia          | 1962 | Rotterdam                                           | Torbay – Rotterdam                                                                                                   |                                                     |                                                     |
| 5             | Portugalia        | 1964 | Lizbona                                             | Plymouth – Lizbona                                                                                                   |                                                     |                                                     |
| 6             | Francja           | 1965 | Cherbourg                                           | Southsea – Cherbourg                                                                                                 |                                                     |                                                     |
| 7             | Holandia          | 1966 | Den Helder                                          | Southsea – Cherbourg – Falmouth – Skaw – Den Helder                                                                  |                                                     |                                                     |
| 8             | Holandia          | 1967 | Cherbourg                                           | Southsea – Cherbourg                                                                                                 |                                                     |                                                     |
| 9             | •                 | 1968 | Göteborg • Cherbourg                                | Göteborg – Christiansand – Harwich – Southsea – Cherbourg                                                            |                                                     |                                                     |
| 10            | Francja           | 1969 | Cherbourg                                           | Weymouth – Saint-Malo – Southsea – Cherbourg                                                                         |                                                     |                                                     |
| 11            | Wielka Brytania   | 1970 | Plymouth                                            | |                                                     |                                                     |
| 12            | Francja           | 1971 | Saint-Malo                                          | |                                                     |                                                     |
| 13            | Wielka Brytania   | 1972 | Skaw                                                | | Polska Dar Pomorza                                  |                                                     |
| 14            | Wielka Brytania   | 1973 | Firth of Clyde                                      | |                                                     |                                                     |
| 15            | •                 | 1974 | Gdynia • Portsmouth                                 | Kopenhaga – Gdynia • Dartmouth – La Coruña – Saint-Malo – Portsmouth                                                 | ZSRR Towariszcz                                     |                                                     |
| 16            | Stany Zjednoczone | 1976 | Nowy Jork                                           | | Deutsche Marine Gorch Fock II                       |                                                     |
| 17            | Wielka Brytania   | 1977 | Firth of Clyde                                      | Solent – Le Harve – Firth of Clyde                                                                                   |                                                     |                                                     |
| 18            | Norwegia          | 1978 | Oslo                                                | Göteborg – Great Yarmouth – Oslo                                                                                     |                                                     |                                                     |
| 19            | Wielka Brytania   | 1979 | Wyspa Man                                           | Fowey – Wyspa Man |                                                     |                                                     |
| 20            | Holandia          | 1980 | Amsterdam                                           | Kilonia – Karlskrona – Frederikshavn – Amsterdam                                                                     | Polska Pogoria • Polska Dar Pomorza                 |                                                     |
| 21            | Belgia            | 1981 | Ostenda                                             | Great Yarmouth – Ostenda                                                                                             |                                                     |                                                     |
| 22            | Wielka Brytania   | 1982 | Southampton                                         | Falmouth – Lizbona – Vigo – Southampton                                                                              | Polska Dar Młodzieży                                |                                                     |
| 23            | Francja           | 1983 | Saint-Malo                                          | Travemünde – Karlskrona – Weymouth – Saint-Malo                                                                      |                                                     |                                                     |
| 24            |                   | 1984 |                                                     | Saint-Malo – Las Palmas – Hamilton – St. George – Halifax – Quebec                                                   |                                                     |                                                     |
| 25            | Belgia            | 1985 | Zeebrugge                                           | Bremerhaven – Chatham – Zeebrugge                                                                                    |                                                     |                                                     |
| 26            | Szwecja           | 1986 | Göteborg                                            | Newcastle – Bremerhaven – Larvik – Göteborg                                                                          |                                                     |                                                     |
| 27            | Francja           | 1987 | Cherbourg                                           | |                                                     |                                                     |
| 28            | Dania             | 1988 | Kopenhaga                                           | Karlskrona – Helsinki – Mariehamn – Kopenhaga                                                                        |                                                     |                                                     |
| 29            | •                 | 1989 | Travemünde                                          | Londyn – Hamburg – Malmö – Travemünde                                                                                | Marynarka Wojenna Iskra                             |                                                     |
| 30            | Belgia            | 1990 | Zeebrugge                                           | Plymouth – La Coruña – Bordeaux – Zeebrugge                                                                          |                                                     | Dania Jens Krogh                                    |
| 31            | Holandia          | 1991 | Delfzijl                                            | Milford Haven – Cork – Belfast – Aberdeen – Delfzijl                                                                 |                                                     | Asgard II                                           |
| 32            | Polska            | 1992 | Gdynia                                              | Karlskrona – Kotka – Tallinn – Gdynia                                                                                |                                                     | Szwecja Gladan                                      |
| 33            | Dania             | 1993 | Esbjerg                                             | Newcastle – Bergen – Larvik – Esbjerg                                                                                |                                                     | Norwegia Colin Archer                               |
| 34            | Francja           | 1994 | Saint-Malo                                          | Weymouth - La Coruña - Porto - Saint-Malo                                                                            |                                                     | Hiszpania Marineda                                  |
| 35            | Belgia            | 1995 | Zeebrugge                                           | Edynburg - Bremerhaven – Frederikshavn - Amsterdam - Zeebrugge                                                       |                                                     | Holandia Urania                                     |
| 36            | •                 | 1996 | Neapol • Kopenhaga                                  | Genua – Palma – Neapol • Rostock – Sankt Petersburg – Turku – Kopenhaga                                              |                                                     | Oman Shabab Oman                                    |
| 37            | Szwecja           | 1997 | Göteborg                                            | Aberdeen – Trondheim – Stavanger – Göteborg                                                                          |                                                     | Niemcy Esprit                                       |
| 38            | Irlandia          | 1998 | Dublin                                              | Falmouth – Lizbona – Vigo – Dublin                                                                                   |                                                     | Armada de México Cuauhtémoc                         |
| 39            | Dania             | 1999 | Aalborg                                             | Saint-Malo – Greenock – Lerwick – Aalborg                                                                            |                                                     | Polska Pogoria                                      |
| 40            | •                 | 2000 | Gdańsk • Amsterdam                                  | Gdańsk – Helsinki – Mariehamn – Sztokholm – Flensburg • Southampton – Genua – Bermudy – Boston – Halifax – Amsterdam | Wielka Brytania Jolie Brise                         | Armada de México Cuauhtémoc                         |
| 41            | Dania             | 2001 | Esbjerg                                             | Antwerpia – Ålesund – Bergen – Esbjerg                                                                               |                                                     | Oman Shabab Oman                                    |
| 42            | Wielka Brytania   | 2002 | Portsmouth                                          | Alicante – Malaga - La Coruña – Santandeer - Portsmouth                                                              |                                                     | Francja Tante Fine                                  |
| 43            | Niemcy            | 2003 | Travemünde (Lubeka)                                 | Gdynia – Turku – Ryga – Travemünde (Lubeka)                                                                          |                                                     | Rosja Mir                                           |
| 44            | Niemcy            | 2004 | Cuxhaven                                            | Antwerpia – Aalborg – Stavanger – Cuxhaven                                                                           | Rosja Khersones                                     | Rosja Mir                                           |
| 45            | Niemcy            | 2005 | Santander                                           | Waterford - Cherbourg - Newcastle - Fredrikstad - Torbay - Santander                                                 | Norwegia Christian Radich                           | Oman Shabab Oman                                    |
| 46            | Belgia            | 2006 | Antwerpia                                           | Saint-Malo – Torbay – Lizbona – Kadyks – La Coruña – Antwerpia                                                       | Rosja Mir                                           | Hiszpania Juan de Langara                           |
| 47            | •                 | 2007 | Genua • Szczecin                                    | Alicante – Barcelona – Tulon – Genua • Århus – Sztokholm – Kotka – Szczecin                                          | Holandia Stad Amsterdam • Norwegia Christian Radich | Ekwador Guayas • · Wielka Brytania Lord Nelson      |
| 48            | Holandia          | 2008 | Den Helder                                          | Liverpool – Måløy – Bergen – Den Helder                                                                              | Norwegia Christian Radich                           | Oman Shabab Oman                                    |
| 49            | •                 | 2009 | Kłajpeda • Belfast                                  | Gdynia – Sankt Petersburg – Turku – Kłajpeda • Vigo – Teneryfa – Hamilton – Charleston – Boston – Halifax – Belfast  | Norwegia Christian Radich • ·                       | Polska Sharki •                                     |
| 50            | Wielka Brytania   | 2010 | Hartlepool                                          | Antwerpia – Aalborg – Kristiansand – Hartlepool                                                                      | Norwegia Christian Radich • Norwegia Wyvern         | Oman Shabab Oman                                    |
| 51            | Niemcy            | 2011 | Cuxhaven                                            | Waterford – Greenock – Lerwick – Stavanger – Cuxhaven                                                                | N/A                                                 | Wielka Brytania Wylde Swan                          |
| 52            | Irlandia          | 2012 | Dublin                                              | Saint-Malo – Lizbona – Cadiz – A Coruna – Dublin                                                                     | Polska STS Fryderyk Chopin                          | N/A                                                 |
| 53            | Polska            | 2013 | Szczecin                                            | Århus – Helsinki – Riga – Szczecin                                                                                   | Polska Dar Szczecina                                | Oman Shabab Oman                                    |
| 54            | Dania             | 2014 | Esbjerg                                             | Harlingen – Fredrikstad – Bergen – Esbjerg                                                                           | Polska Kapitan Głowacki                             | Polska STS Fryderyk Chopin                          |
| 55            | Dania             | 2015 | Aalborg                                             | Belfast – Ålesund – Kristiansand – Aalborg                                                                           | Norwegia Liv                                        | Polska STS Fryderyk Chopin                          |
| 56            | Hiszpania         | 2016 | A Coruña                                            | Antwerpia – Lizbona – Kadyks – A Coruña                                                                              | Wielka Brytania Jolie Brise                         | Polska STS Fryderyk Chopin                          |
| 57            | Polska            | 2017 | Szczecin                                            | Halmstad – Kotka – Turku – Kłajpeda – Szczecin                                                                       | Wielka Brytania Royalist                            | Oman Oman Shabab II                                 |
| 58            | Holandia          | 2018 | Harlingen                                           | Sunderland – Esbjerg – Stavanger – Harlingen                                                                         | Rosja Mir                                           | Holandia SY Eendracht II                            |
| 59            | Dania             | 2019 | Århus                                               | Aalborg – Fredrikstad – Bergen – Aarhus                                                                              | Polska STS Fryderyk Chopin                          | Oman Shabab Oman                                    |
| 60            | Francja           | 2020 | Dunkierka (wirtualnie)                              | Lizbona – Kadyks – A Coruña – Dunkierka (wirtualnie)                                                                 | N/A                                                 | N/A                                                 |
| 61            | –                 | 2021 | Regaty zostały odwołane z powodu pandemii COVID-19. | Regaty zostały odwołane z powodu pandemii COVID-19.                                                                  | Regaty zostały odwołane z powodu pandemii COVID-19. | Regaty zostały odwołane z powodu pandemii COVID-19. |
| 62            | Dania             | 2022 | Aalborg                                             | Esbjerg – Harlingen – Antwerpia – Aalborg                                                                            | Polska STS Fryderyk Chopin                          | Oman Shabab Oman                                    |
| 63            | Norwegia          | 2023 | Arendal                                             | Den Helder – Hartlepool – Fredrikstad – Lerwick – Arendal                                                            | Polska STS Fryderyk Chopin                          | Urugwaj Capitan Miranda                             |